# Имамалиев, Эмин Атабала оглы
Эми́н Атабала оглы Имамали́ев (азерб. İmaməliyev Emin Atabala oğlu; род. 7 августа 1980, Баку) — азербайджанский футболист. Амплуа — полузащитник.

## Биография
В футбол начал играть в возрасте 7 лет в бакинской спортивной школе трудовых резервов. Первый тренер — Алекпер Джафаров.
В сезоне 1997—1998 годов в составе юношеской сборной Азербайджана (U-18) выступал в премьер-лиге Азербайджана.
С 1998 защищал также цвета бакинского клуба «Шафа». В 2003 перешёл в «Карабах» (Агдам).
В сезоне 2005/06 играл за ФК «Баку» (Баку), в составе которого стал чемпионом страны.
На следующий год играл уже за бакинский «Интер». В сезоне 2007/08 второй раз в карьере стал чемпионом страны.
В 2008 году перешёл в команду «Карабах» (Агдам), выступал под № 19. В начале 2013 играл за Кяпаз, а в середине того же года перешёл в клуб 1-й лиги «Араз».

### Сборная Азербайджана
Выступал также за олимпийскую (U-21) и юношеские (U-16/17/19) сборные Азербайджана.
Дебют Имамалиева в составе национальной сборной состоялся 2 сентября 2000 года в Баку, во время отборочного матча чемпионата мира-2002 с командой Швеции.
Единственный гол в составе сборной забил 28 мая 2007 года в отборочном матче на ЧЕ-2008 против сборной Финляндии. Этот мяч принес победу Азербайджану в матче со счетом 1:0.

## Достижения
- Чемпион Азербайджана: 2005/06 (в составе клуба «Баку»), 2007/08 (в составе клуба «Интера»)
- Бронзовый призёр чемпионата Азербайджана: 2003/04, 2009/10, 2010/11 (в составе «Карабаха»)
- Обладатель кубка Азербайджана: 2000/01 (в составе «Шафы»), 2005/06 (в составе «Карабаха»), 2008/09 (в составе «Карабаха»)[4]